# Dmitry Utolin
Dmitry Utolin (nacido el 17 de julio de 1993 en Dubná, Rusia), es un jugador de baloncesto ruso. Con 2 metros y 1 centímetro de estatura, juega en la posición de ala-pívot, pudiendo actuar también como alero.

## Trayectoria
Tras pertenecer a la cantera del CSKA, se trasladó a Estados Unidos donde comenzó su formación académica en el JUCO Cuesta College. Fue reclutado por la Universidad de Texas A&M en 2014, terminando posteriormente su ciclo universitario en la Universidad de Lindsey Wilson, integrada en 
la NAIA. En esta última institución formó parte de la plantilla de los Blue Riders graduándose en 2017 con unas estadísticas de 14,8 puntos y 4,8 rebotes por partido, obteniendo varias nominaciones en su conferencia y una distinción "All-American Honorable Mention" de ámbito nacional. 
En la temporada 2017/18 regresa a Rusia y firma con el AltajBasket Barnau, equipo de la Superleague-2, tercera competición del país, siendo uno de los jugadores más destacados de la misma con unos promedios de 18,7 puntos y 5 rebotes por encuentro.
En agosto de 2018 se anuncia su fichaje por el Cáceres Patrimonio de la Humanidad, club de la Liga LEB Oro española, para la temporada 2018/19. Tras disputar siete partidos con el club cacereño, en los que registró unos promedios de 1,9 puntos y 0,6 rebotes, causó baja en diciembre para fichar por el C.B. Zamora de Liga LEB Plata, club en el que únicamente disputó tres partidos antes de ser cortado a finales de diciembre.